# HK Dukla Trenczyn
HK Dukla Trenczyn – słowacki klub hokejowy z siedzibą w Trenczynie.
Członkami zarządu zostali m.in. Róbert Švehla, František Hossa, Jozef Daňo. Trenerem i kierownikiem drużyn młodzieżowych został w 2010 Viliam Čacho. Asystentem trenera w klubie był Branislav Jánoš. 27 stycznia 2017 zmarł w wieku 41 lat na atak serca sprawujący posadę trenera i menedżera generalnego Dukli, Ján Kobezda. Nowym trenerem został następnie Július Pénzeš, a jego asystentami Viliam Čacho i Peter Kosa.

## Dotychczasowe nazwy
- VTJ Dukla Trenčín (1962−1970)
- AŠD Dukla Trenčín (1970−1974)
- ASVŠ Dukla Trenčín (1974−1990)
- HC Dukla Trenčín (od 1990)
- HK Dukla Trenczyn (od 2013)[3]

## Sukcesy
- Złoty medal mistrzostw Czechosłowacji (1 raz): 1992
- Srebrny medal mistrzostw Czechosłowacji (2 razy): 1989, 1990
- Brązowy medal mistrzostw Czechosłowacji (4 razy): 1991, 1993
- Złoty medal mistrzostw Słowacji (3 razy): 1994, 1997, 2004
- Srebrny medal mistrzostw Słowacji (5 razy): 1995, 1996, 2001, 2007, 2018
- Brązowy medal mistrzostw Słowacji (4 razy): 1993, 2000, 2005, 2012
- Puchar Tatrzański (2 razy): 1985, 1996